# 73640 Biermann
73640 Biermann è un asteroide della fascia principale. Scoperto nel 1977, presenta un'orbita caratterizzata da un semiasse maggiore pari a 2,6040552 UA e da un'eccentricità di 0,0764052, inclinata di 23,54428° rispetto all'eclittica.
L'asteroide è dedicato all'astronomo tedesco Ludwig Biermann.